# Fatimo Bisiriyu
Fatimo Bisiriyu, née en 1986, est une joueuse congolaise (RC) de tennis de table.

## Biographie
Fatimo Bisiriyu remporte aux Jeux africains de 2007 à Alger une médaille d'argent en double dames avec Yang Fen.